# Le Charlatan (pièce de théâtre)
Pour les articles homonymes, voir Le Charlatan.
Le Charlatan est une comédie de Robert Lamoureux créée en 1974 au Théâtre des Bouffes-Parisiens. 

## Argument
Deux escrocs se rencontrent et parlent de leurs déconvenues. L'un d'eux, Émile Flaubert, culpabilise (juste un peu). Albert joue alors un jeu de rôle dans lequel il figure un juge d'instruction et rassure Émile. Ce dernier fort de ce succès, décide d'exploiter son pouvoir de bonimenteur et se fait passer pour un sage hindou. Il a pour première cliente Madame Ourfoule, une femme qui vient pour lui parler de son neveu, Félix Carbille, qui a d'énormes difficultés d'élocution. Émile parvient à le guérir partiellement en lui parlant de l'Afrique, continent pour lequel il a beaucoup d'empathie. L'affaire se corse quand on apprend que Félix avait été désigné comme suppléant d'un député, que ce dernier vient de mourir et qu'il a prononcé un discours à l'Assemblée Nationale où il dévoile d'importants secrets d'État... La popularité de Félix allant croissant, Émile et Albert fondent un parti (le R.I.E.N.) dont le député sera le président, en ayant l'intention d'en détourner les fonds. L'affaire marche bien, mais Félix a l'intention de révéler d'autres secrets d'État lors d'une conférence de presse. Survient alors un barbouze prêt à tuer pour obtenir lesdits secrets. Félix tuera le barbouze, et nos deux escrocs s'enfuiront par l'escalier de service avec l'argent du parti politique tandis qu'à l'extérieur la révolution gronde.

## Robert Lamoureux, acteur
Robert Lamoureux a joué trois fois dans sa propre pièce :
- 1974 : mise en scène Francis Joffo, Théâtre des Bouffes-Parisiens
- 1980 : mise en scène Francis Joffo, Théâtre des Célestins, tournée Karsenty-Herbert 1979-1980
- 2002 : mise en scène Francis Joffo, Théâtre du Palais-Royal

## Enregistrement réalisé en 1981
- Metteur en scène : Francis Joffo
- Robert Lamoureux :
- Pierre Tornade :
- Réalisation : Philippe Ducrest

## Enregistrement réalisé au théâtre Saint-Georges en 2004
- Metteur en scène : Francis Joffo
- Michel Roux : Albert
- Jacques Balutin : Émile Flaubert
- Marie-France Mignal : Mme Ourfoule
- Valériane de Villeneuve : Mlle Clonche/Indira
- Daniel Royan : le comte de Chouane
- Olivier Till : Félix Carbille
- Michel Chalmeau : Dupont
- Décor : Stéfanie Jarre
- Musique : Sylvain Meyniac
- Réalisation : Stéphane Bertin